# Tylertown
Tylertown is een plaats (town) in de Amerikaanse staat Mississippi, en valt bestuurlijk gezien onder Walthall County.

## Demografie
Bij de volkstelling in 2000 werd het aantal inwoners vastgesteld op 1910.
In 2006 is het aantal inwoners door het United States Census Bureau geschat op 1918, een stijging van 8 (0,4%).

## Geografie
Volgens het United States Census Bureau beslaat de plaats een oppervlakte van
7,9 km², geheel bestaande uit land. Tylertown ligt op ongeveer 77 m boven zeeniveau.

## Plaatsen in de nabije omgeving
De onderstaande figuur toont nabijgelegen plaatsen in een straal van 36 km rond Tylertown.